# 8 de setembre
El 8 de setembre és el dos-cents cinquanta-unè dia de l'any del calendari gregorià i el dos-cents cinquanta-dosè en els anys de traspàs. Queden 114 dies per finalitzar l'any.

## Esdeveniments
Països Catalans1610 - Es funda a l'església de Sant Miquel d'Ontinyent la Lloable Confraria de la Soledat.
- 1888 - Barcelona: primer congrés internacional que es fa a la ciutat i a tot Catalunya: primer Congreso internacional Espiritista, que acabarà el dia 13; hi segueix el Congreso Internacional de Ciencias Médicas (9/15-9).
- 1904 - Roquetes, Baix Ebre: fundat per la Companyia de Jesús, hi comença a funcionar l'Observatori de l'Ebre.
- 1930 - Andorra la Vella: en unes dependències de la Casa de la Vall s'hi inaugura una biblioteca que serà el precedent de la Biblioteca Nacional d'Andorra (inaugurada el 20 de desembre de 1974).
- 1972 - Un incendi destrueix el Santuari de Meritxell, inclosa la talla original de la Mare de Déu.[1]
- 1996 - El príncep Felip de Borbó assumeix el títol de Duc de Montblanc.

Resta del món
- 70 - Jerusalem: presa de la ciutat per les tropes de Tit Flavi Sabí Vespasià i destrucció del Temple de Jerusalem.
- 1636 - Fundació de la Universitat Harvard.[2]
- 1888, Anglaterra: es disputen els sis primers partits de la Football League, el primer campionat nacional de lliga de la història del futbol.[3]
- 1930 - Estats Units: es comença a publicar la tira còmica Blondie creada per Chic Young i sindicada per King Features Syndicate.
- 1951 - San Francisco, Califòrnia: Es signa el Tractat de San Francisco, entre les forces aliades i Japó.[4]
- 2004 - Utah, Estats Units: a causa d'un error del dispositiu de frenada, s'hi estavella la càpsula de la missió Genesis, destinada a recollir partícules procedents del Sol i transportar-les fins a la Terra per estudiar-les.[5]

## Naixements
Països Catalans
- 1666 - Vinaròs: Eugeni Guilló Barceló, pintor del barroc valencià (m. 1731).
- 1824 - Sant Joan de les Abadesses: Jaume Nunó, compositor de la música de l'himne nacional mexicà.
- 1848 - València: Constantí Llombart, escriptor valencià i activista valencianista.
- 1862 - València: Mariano Benlliure, escultor valencià (m. 1947).
- 1863 - Barcelona: Eusebi Arnau i Mascort, escultor català.
- 1874 - Manresa, Bages: Ignasi Domènech i Puigcercós, cuiner i gastrònom català.
- 1893 - Sabadell, Vallès Occidental: Jaume Ninet i Vallhonrat, fabricant de telers sabadellenc, conegut per haver proclamat la República Catalana a Sabadell el 1931.
- 1930 - Barcelonaː Maruja Alfaro i Brenchat, actriu catalana (m. 2024).[6]
- 1962 - Barcelona, Barcelonès: Sergio Casal Martínez, tennista català ja retirat.
- 1966 - Barcelona: Laura Conejero, actriu catalana de teatre, cinema i televisió.[7]
- 1976 - Vaslui: Marcela Topor, periodista romanesa establerta a Catalunya.[8]

Resta del món
- 1652 - Sevilla [d. bateig]ː Luisa Roldán, La Roldana, escultora barroca, primera escultora espanyola registrada (m. 1706).[9]
- 1815 - Lodi, Itàlia: Giuseppina Strepponi, soprano italiana casada amb Giuseppe Verdi (m. 1897).[10]
- 1830 - Malhana, Provença, França: Frederic Mistral, escriptor occità guardonat amb el Premi Nobel de Literatura.
- 1841 - Nelahozeves, Bohèmia: Antonín Dvořák, compositor romàntic.[11]
- 1893 - Viña del Mar: Teresa Wilms Montt, escriptora xilena (m. 1921).[12]
- 1918 - Gavensend, Kent, Anglaterra: Derek Harold Richard Barton, químic anglès, Premi Nobel de Química de l'any 1969 (m. 1998).
- 1919 - Kappel am Krappfeld: Maria Lassnig, artista austríaca, coneguda pels autoretrats.[13]
- 1940 - Bergen, Països Baixos: Elly de Waard, poetessa neerlandesa.[14]
- 1946 - Savur, Mardin (Turquia): Aziz Sancar, bioquímic i biòleg turc, Premi Nobel de Química de l'any 2015.
- 1955 - Zúric: Ursula Biemann, vídeoartista suissa.[15]
- 1971 - Aldershot, Anglaterra: Martin Freeman, actor anglès.
- 1979 - Doylestown, Pennsilvània, Estats Units: Alecia Beth Moore, més coneguda pel seu nom artístic Pink, cantant, compositora, ballarina, acròbata i actriu estatunidenca.
- 1987 - 
  - Minot, Dakota del Nord, Estats Units: Wiz Khalifa, raper estatunidenc.
  - Chongqing, República Popular de la Xina: Domee Shi, animadora, directora i guionista xinesa-canadenca.[16]
- 1989 - Estocolm, Suècia: Tim Bergling, més conegut pel nom artístic d'Avicii, punxadiscos i productor musical suec.

## Necrològiques
Països Catalans
- 1017 - Barcelona: Ramon Borrell, comte de Barcelona, Girona i Osona.
- 1311 - potser a la mar prop de Gènova: Arnau de Vilanova, teòleg i metge d'origen desconegut.
- 1433 - Barcelona: Constança de Cabrera, abadessa cistercenca de Vallbona i Valldonzella.[17]
- 1555 - València: Tomás de Villanueva, predicador, escriptor ascètic i religiós agustí (n. 1488).
- 1654 - Cartagena de Indias, Imperi Espanyol: Sant Pere Claver, missioner català.
- 1886 - Benicàssim, Plana Alta: Josep Benet Serra i Julià, monjo benedictí mataroní, antic bisbe de Perth i fundador de la congregació de les Oblates del Santíssim Redemptor.
- 1906 - Godella, Horta Nord: Joaquín María Arnau Miramón, arquitecte valencià.
- 1925 - Sabadell: Narcís Giralt i Sallarès, professor de teoria de teixits i pintor català.
- 1963 - Madrid, Espanya: Rafael Benedito Vives, compositor i pedagog musical valencià (78 anys).
- 1976 - Barcelona: Joaquim Zamacois i Soler, compositor i professor de música català.
- 2002 - Arenys de Mar: Mireia Casas i Albiach, regatista catalana (n. 1969).[18]
- 2004 - Barcelona: Josep Maria Baget Herms, periodista català, crític televisiu i professor.
- 2017 - Terrassa, Vallès Occidental: Luis Andrés Bredlow Wenda, filòsof, poeta, traductor i professor a la Facultat de Filosofia de la Universitat de Barcelona.
- 2019 - Madrid: Camilo Sesto, cantant i compositor valencià.

Resta del món
- 1100 - Climent III, prelat italià, arquebisbe de Ravenna, elegit Papa en 1080 en oposició imperial al papa Gregori VII.[19]
- 1645 - Villanueva de los Infantes: Francisco de Quevedo, poeta i prosista del barroc espanyol.
- 1780 - Chavanodː Jeanne-Marie Leprince de Beaumont, escriptora francesa de la Il·lustració, autora de la versió més coneguda de La bella i la bèstia.[20]
- 1822 - París: Sophie de Grouchy, filòsofa, escriptora, salonière i traductora francesa del segle xviii (n. 1764).[21]
- 1913 - Rättvik, Suècia: Emma Sparre, pintora sueca (n. 1851).[22]
- 1944 - Noruega: Aadel Lampe, líder dels drets de les dones noruegues, política, mestra i sufragista (n. 1857).[23]
- 1947 - Brussel·les, Bèlgica: Victor Horta, arquitecte belga (46 anys).
- 1949 -Garmisch-Partenkirchen, Baviera, Alemanya: Richard Strauss, compositor i director d'orquestra alemany (n. 1864).[24]
- 1954 - Garches, França: André Derain, pintor i il·lustrador francès.
- 1965 - Friburg de Brisgòvia (Alemanya): Hermann Staudinger, químic alemany, Premi Nobel de Química de l'any 1953 (n. 1881).
- 1969 - Digne-les-Bains: Alexandra David-Neel, escriptora i exploradora francesa (n. 1868).[25]
- 1979 - París: troben el cos de Jean Seberg, actriu nord-americana (n. 1938).
- 1980 - Los Angeles, Califòrnia (EUA): Willard Frank Libby, químic estatunidenc, Premi Nobel de Química de l'any 1960 (n. 1908).
- 1981 - Kyoto, Japó: HidekiYukawa, físic japonès, Premi Nobel de Física de 1949 (n. 1907).
- 1983 - Khartum (Sudan): Ibrahim Abbud, militar comandant de l'exèrcit i president sudanès (n. 1900).[26]
- 1985 - 
  - Waterford, Connecticut (EUA): John Franklin Enders, bacteriòleg estatunidenc, Premi Nobel de Medicina o Fisiologia de l'any 1954 (n. 1897).
  - Nova York: Ana Mendieta, artista cubana (n. 1948).[27]
- 1995 - Los Angeles, Estats Units: Eileen Chang, escriptora en llengua xinesa i anglesa (n. 1920).[28]
- 2004 - Madrid: Matías Prats Cañete, periodista espanyol.[29]
- 2009 - Copenhaguen (Dinamarca): Aage Niels Bohr, físic danès, Premi Nobel de Física de l'any 1975 (n. 1922).
- 2014 - Milàː Magda Olivero, soprano italiana considerada una de les més grans cantants de l'òpera verista (n. 1910).[30]
- 2017 - Sant Romieg de Provença, França: Pierre Bergé, empresari i mecenes francès (n. 1930).[31]
- 2022 - Castell de Balmoral, Escòcia: Elisabet II del Regne Unit, reina del Regne Unit de la Gran Bretanya i Irlanda del Nord, governadora suprema de l'Església d'Anglaterra i cap de la Mancomunitat de Nacions entre 1952 i 2022 (n. 1926).[32]

## Festes i commemoracions
- Santoral:
  - Naixement de la Mare de Déu;
  - Sant Sergi I;
  - Sants Adrià i Natàlia de Nicomèdia, màrtirs;
  - Sant Corbinià de Freising, bisbe;
  - Sant Pere de Chavanon, canonge;
  - Sant Tomàs de Villanueva, bisbe;
  - beata Sveva da Montefeltro, monja;
  - beat Alà de la Roca, dominic;
- Dia de les marededeus trobades:[33]
  - Mare de Déu del Coll (Barcelona)
  - del Roure (Pruit)
  - Mare de Déu de Núria
  - Mare de Déu del Claustre (Solsona i Guissona),
  - del Mont (Garrotxa),
  - del Tura (Olot)
  - del Tallat (Rocallaura),
  - Mare de Déu d'Er
  - Mare de Déu de Meritxell (Andorra),
  - Mare de Déu de Queralt (Berga)
  - de la Fau (entre Agullana i Maçanet de Cabrenys),
  - de la Bovera (Guimerà),
  - de la Fontcalda (Gandesa),
  - de Palafolls,
  - de la Salut (Sant Feliu de Llobregat, Algemesí, Gràcia),
  - de les Sogues (Urgell),
  - de Passanant,
  - Mare de Déu del Montsant,
  - la Morera de Montsant,
  - de Font-romeu
  - del Refugi (Alaró),
  - de la Serra (Montblanc)
  - Mare de Déu de Bellmunt (Sant Pere de Torelló)
  - Mare de Déu de la Sagristia (Puigcerdà)
  - del Castell (Balsareny)
- Diada Nacional d'Andorra
- Dia d'Astúries
- Dia d'Extremadura
- Dia Internacional de l'Alfabetització
- Final de les Festes de la Mare de Déu de la Salut d'Algemesí
- de la Roca [Mont-roig del camp]
- dels Torrents [Vimbodí]